# Показатель состояния плода
Показатель состояния плода (ПСП) — Метод математического анализа кардиотокограмм 
КТГ во время беременности и в родах. Предложен профессором В. Н. Демидовым (Москва) в 1983 году. Оценка состояния плода во время беременности производится по интегральному диагностическому показателю ПСП — показателю состояния плода.
Значения ПСП:
- 0—1,0 свидетельствует о наличии здорового плода;
- 1,1—2,0 — начальные нарушения состояния плода;
- 2,1—3,0 — выраженные нарушения состояния плода
- 3,1—4,0 — резко выраженные нарушения состояния плода.

С середины 90-х годов метод был применен в автоматизированных кардитокографах «Уникос».
Для автоматизированной компьютеризированной кардиотокографии в анализ КТГ по методу ПСП были введены ряд поправок, которые существенно повышают точность диагностики состояния плода:
1. поправка на сон (практически полное устранение влияния сна плода на конечный результат).
2. автоматическое определение продолжительности и, при необходимости, продление времени исследования с целью получения оптимальной информации о состоянии плода.
3. учёт двигательной активности плода.
4. установление факта регистрации частоты сердечных сокращений с аорты женщины в случае внутриутробной гибели плода или неправильном положении датчика.

15-летний опыт применения данного прибора показал высокую точность диагностики состояния плода. Чувствительность оценки состояния плода при его использовании составила 87 %, специфичность — 90 % и средняя точность диагностики — 88,5 %.
Довольно надежные результаты (в среднем 75,3 %) были также получены при дифференцированной оценке состояния плода по четырём группам (норма, начальные, выраженные и резко выраженные нарушения).
Анализ родовой деятельности по методу ПСП осуществляется по 10-балльной шкале, аналогичной шкале Апгар. Для анализа КТГ во время родов профессором В. Н. Демидовым впервые было предложено определять ряд новых показателей КТГ, что существенно повысило точность диагностики состояния плода во время родов.
При применении автоматизированной кардиотокографии во время родов:
- Расчёт показателя состоя плода (ПСП) по 10-балльной системе, аналогичной шкале Апгар в реальном масштабе времени.
- Анализ родовой деятельности (расчет длительность схваток и маточного цикла, отклонения в интенсивности, регулярности и продолжительности маточных сокращений, анализ базальной ЧСС, короткой вариабельности, количества акцелераций, поздних и ранних децелераций, построение графиков базального ритма, короткой вариабельность, маточной активности и децелераций).
- Прогноз ухудшения состояния плода (при появлении на экране монитора цифры «7», указывающей на состояние плода как пограничное, на экране дисплея отображается время, через которое оно должно быть «6 баллов» и, следовательно, свидетельствовать уже о выраженной его гипоксии).
- Определение времени, необходимого для экстренного родоразрешения в целях получения жизнеспособного плода, при возникновении критической ситуации.
- Автоматическое построение электронной партограммы по контрольным точкам с возможностью печати на бумаге.

Точность автоматизированной интранатальной кардиотокографии в выявлении острой гипоксии плода:
полное совпадение результатов клинического и мониторного наблюдений констатировано в 85 % случаев, а вполне надежные результаты с величиной ошибки, не превышающей 1 балл, зарегистрированы в подавляющем большинстве наблюдений (89,8 %).
Использование данного метода при применении автоматизированной кардиотокографии на фетальных мониторах «Уникос», как показывает анализ, позволило снизить перинатальную (внутриутробную) смертность по отдельным родовспомогательным учреждениям страны в основном на 18—46 %, а в некоторых учреждениях она уменьшилась вдвое.
Аналогичные данные получены и на больших группах населения. Так, было установлено, что суммарная перинатальная (внутриутробная) смертность по женским консультациям Юго-Западного АО Москвы, где все они были оснащены автоматизированными мониторами, составила в 2005 году 4,7 %, что существенно ниже лучших мировых показателей. За последние[когда?] 10 лет в экономически развитых странах перинатальная смертность варьировала от 5,4 до 9 %.